# Paul Langevin
Paul Langevin (23. ledna 1872 Paříž – 19. prosince 1946 Paříž) byl francouzský fyzik první poloviny 20. století. Zabýval se magnetismem, ultrazvukem a teorií relativity (upozornil například na paradox dvojčat). Jsou po něm pojmenovány Langevinova dynamika a Langevinova rovnice. Byl také aktivním antifašistou.